# Вирна Лизи
Вирна Пиерализи (на италиански: Virna Pieralisi), известна като Вирна Лизи (Virna Lisi), е италианска актриса, носителка на шест приза „Сребърна лента“, четири „Давид на Донатело“, награда за най-добра женска роля на филмовия фестивал в Кан, награда „Сезар“ за най-добра поддържаща актриса и много други. Лизи е сред актрисите, прославили италианското филмово изкуство в световен мащаб, заедно със София Лорен, Клаудия Кардинале, Валентина Кортезе и Ана Маняни. Актьорската ѝ активност продължава без прекъсване до нейната смърт. 

## Биография
Вирна Пиерализи е родена в италианския град Анкона, но семейството ѝ живее в близкия град Йези, където тя прекарва най-ранните години от своето детство.

### Първи стъпки в киното
Впоследствие семейството се мести в Рим, където филмовата звезда Джакомо Рондинела, по онова време приятел на главата на семейството Убалдо Пиерализи, забелязва Вирна, тогава 14-годишна и я кани за роля в предстоящия си филм. Първоначално баща ѝ не се съгласява, но скоро след това е убеден от Рондинела да даде своето съгласие. Така звездата на Вирна, вече Лизи, изгрява с филма „И Неапол пее“. Годината е 1953-та. Вроденият талант и забележителната красота на новоизгрялата актриса биват моментално забелязани. Веднага следва главна роля в романтичната мелодрама „Неаполитанско писмо“, отново с Рондинела, и снимки в още девет последователни филма, всичките от които излизат на екран през 1954 г. и скоростно превръщат Вирна Лизи в кино звезда независимо от нейната скромна възраст.

### Международен успех
През 1956 г. Вирна Лизи изиграва първата си драматична роля, за която, освен от публиката, печели признание и от критиката, във филма „Жената на деня“ на режисьора Франческо Мазели. По-късно повтаря този успех с епичната продукция „Катерина Сфорца“ на Джорджо Валтер Кили, в която изпълнява главната роля, и с „Каруцарят от Монченизио“ на Гуидо Бриньоне. Изкусителният ѝ външен вид и приликата ѝ с Мерилин Монро обаче привличат все повече сценарии, в които тя да играе блондинка прелъстителка.
Покрай снимките в „Пет моряка за сто момичета“ на Марио Матиоли, „Най-късият ден“ на Серджо Корбучи и „Казанова 70“ на Марио Моничели Лизи печели слава и във Франция с филма „Черното лале“ на Кристиан-Жак, в който си партнира с Ален Делон. Веднага след това бива поканена в Холивуд, където подписва договор с компанията Парамаунт Пикчърс.
Първата американска лента с Лизи е комедията „Как да убиете съпругата си“ на Ричард Куин, в която неин партньор е Джак Лемън. Успехът е главозамайващ – филмът заема първо място в класацията за най-касовите хитове през киносезон 1965-1966 г. в САЩ. Следват „Нападение над Куин Мери“ на Джак Донъхи, заедно с Франк Синатра, и „Две аса в ръкав“ на Норман Панама. Договорът на актрисата позволява паралелни снимки в Италия – от този период с участието на Лизи се отличават филмите „Девственица за принца“ на Паскуале Феста Кампаниле, „Днес, утре, вдругиден“ на Едуардо Де Филипо и „Дами и господа“ на Пиетро Джерми. Последният печели Гран При на филмовия фестивал в Кан през 1966 г. и е една от най-известните италиански комедии.

## Избрана филмография
| Година | Филм                                   | Оригинално заглавие       | Роля          | Режисьор            |
| ------ | -------------------------------------- | ------------------------- | ------------- | ------------------- |
| 1959   | Собственикът на металургичния комбинат | Il padrone delle ferriere | Клер Дьо Болю | Антон Джулио Мажано |
| 1965   | Казанова '70                           | Casanova '70              | Джиляола      | Марио Моничели      |
| 1966   | Дами и господа                         | Signore & Signori         | Милена        | Пиетро Джерми       |
| 1967   | Двадесет и петият час                  | La Vingt-Cinquième Heure  | Сузана Мориц  | Анри Верньой        |